# Amsterdamsche Football Club Ajax 2013-2014
Questa voce raccoglie le informazioni riguardanti l'Ajax nelle competizioni ufficiali della stagione 2013-2014.

## Stagione
La stagione inizia con la vittoria della Supercoppa d'Olanda grazie alla vittoria per 3-2 sull'AZ Alkmaar 3 a 2 (reti di Jóhann Berg Guðmundsson e Aron Jóhannsson per gli avversari e di Jeffrey Gouweleeuw (autogol), Kolbeinn Sigþórsson e Siem de Jong per l'Ajax); la vittoria in questa competizione arriva dopo aver perso consecutivamente le tre edizioni precedenti. In Champions League gli olandesi vengono inseriti direttamente nel gruppo H, insieme a Barcellona, Milan e Celtic. Conquistano otto punti grazie alle vittorie casalinghe sugli spagnoli e sugli scozzesi e ai due pareggi con gli italiani. Ottengono così un terzo posto, utile per proseguire in Europa League, ma il club viene subito eliminato dal Salisburgo. Persa per 5-1 la finale di KNVB beker contro l'emergente PEC Zwolle i Lancieri si laureano però campioni per la trentatreesima volta con una gara d'anticipo sulla fine del torneo, mettondo a segno uno storico poker di vittorie centrato in passato solo dal PSV e dall'HVV.

## Maglie e sponsor
Lo sponsor tecnico rimane Adidas e lo sponsor ufficiale rimane Aegon

## Calciomercato

### Sessione estiva(dall'1/7 all'1/9)
L'Ajax ha ceduto Toby Alderweireld, Christian Eriksen, Derk Boerrigter, Dico Koppers, Miralem Sulejmani e Ryan Babel definitivamente e Jody Lukoki con Mitchell Dijks in prestito.
Ha Acquistato definitivamente Lerin Duarte e Mike van der Hoorn ed in prestito Bojan Krkić.
| Arrivi | Arrivi             | Arrivi          | Arrivi                     |
| R.     | Nome               | da              | Modalità                   |
| ------ | ------------------ | --------------- | -------------------------- |
| C      | Lerin Duarte       | Heracles Almelo | definitivo (3 milioni €)   |
| A      | Bojan Krkić        | Barcellona      | prestito                   |
| D      | Mike van der Hoorn | Utrecht         | definitivo (3.8 milioni €) |
| C      | Eyong Enoh         | Fulham          | fine prestito              |
| D      | Dico Koppers       | ADO Den Haag    | fine prestito              |

| Partenze | Partenze          | Partenze        | Partenze                    |
| R.       | Nome              | a               | Modalità                    |
| -------- | ----------------- | --------------- | --------------------------- |
| D        | Toby Alderweireld | Atlético Madrid | definitivo (7 milioni €)    |
| C        | Christian Eriksen | Tottenham       | definitivo (13.5 milioni €) |
| A        | Jody Lukoki       | Cambuur         | prestito                    |
| A        | Derk Boerrigter   | Celtic          | definitivo (2.5 milioni €)  |
| D        | Dico Koppers      | Twente          | definitivo (800.000 €)      |
| A        | Miralem Sulejmani | Benfica         | definitivo (parametro 0)    |
| A        | Ryan Babel        | Kasımpaşa       | definitivo (parametro 0)    |
| D        | Mitchell Dijks    | Heerenveen      | prestito                    |
| A        | Isaac Cuenca      | Barcellona      | fine prestito               |

## Risultati

### Campionato

#### Girone di andata
| Arbitro: | Danny Makkelie |

|                                       |           |  |
| van Rhijn 10’ de Jong 33’ Fischer 84’ | Marcatori |  |

| Arbitro: | Bas Nijhuis |

|                                    |           |                         |
| Beerens 45’ Jóhannsson 67’ Elm 74’ | Marcatori | 21’ Eriksen 59’ de Jong |

| Arbitro: | Björn Kuipers |

|                     |           |          |
| Sigþórsson 31’, 37’ | Marcatori | 8’ Pellè |

| Arbitro: | Pieter Wink |

|                                 |           |                                          |
| Finnbogason 22’, 32’ Eikrem 44’ | Marcatori | 13’ Moisander 17’ Sigþórsson 65’ Eriksen |

| Arbitro: | Danny Makkelie |

|             |           |            |
| Zeefuik 76’ | Marcatori | 18’ Schøne |

| Arbitro: | Reinold Wiedemeijer |

|                                     |           |                |
| Serero 72’ van der Werff 76’ (aut.) | Marcatori | 89’ Gravenbeek |

| Arbitro: | Bas Nijhuis |

|                                               |           |  |
| Matavž 53’ Willems 61’ Hiljemark 64’ Park 68’ | Marcatori |  |

| Arbitro: | Tom van Sichem |

|                                                                                |           |  |
| Van der Linden 48’ (aut.) De Sa 50’ Sigþórsson 52’, 53’ Duarte 64’ De Jong 69’ | Marcatori |  |

| Arbitro: | Kevin Blom |

|                                      |           |  |
| Serero 45’ Klaassen 59’ Hoesen 90+1’ | Marcatori |  |

| Arbitro: | Pieter Vink |

|                |           |                |
| Castaignos 22’ | Marcatori | 81’ Sigþórsson |

| Amsterdam 26 ottobre 2013, ore 20:45 CEST 11ª giornata | Ajax           | 0 – 0 referto | RKC Waalwijk | Amsterdam Arena (48 256 spett.)\| Arbitro: \| Eric Braamhaar \| |
| Arbitro:                                               | Eric Braamhaar |               |              |                                                                 |

| Arbitro: | Bas Nijhuis |

|  |           |                  |
|  | Marcatori | 90’ Q'azaishvili |

| Arbitro: | Björn Kuipers |

|  |           |                               |
|  | Marcatori | 26’, 72’ De Jong 28’ Boilesen |

| Arbitro: | Pol van Boekel |

|                                    |           |  |
| Hoesen 2’ Fischer 56’ Klaassen 79’ | Marcatori |  |

| Arbitro: | Reinold Wiedemeijer |

|  |           |                                                  |
|  | Marcatori | 10’ Klaassen 34’ Fischer 68’ Van Rhijn 90’ Bojan |

| Arbitro: | Danny Makkelie |

|                                    |           |  |
| Klaassen 34’, 45+1’, 64’ Bojan 68’ | Marcatori |  |

| Arbitro: | Pieter Vink |

|            |           |                           |
| Hemmen 82’ | Marcatori | 40’ Schöne 90+2’ Klaassen |

#### Girone di ritorno
| 22 dicembre 2013, ore 12:30 18ª giornata | Roda JC | 1 – 2 | Ajax |  |

| 19 gennaio 2014, ore 16:30 19ª giornata | Ajax | 1 – 0 | PSV |  |

| 26 gennaio 2014, ore 14:30 20ª giornata | Go Ahead Eagles | 0 – 1 | Ajax |  |

| 2 febbraio 2014, ore 12:30 21ª giornata | Utrecht | 1 – 1 | Ajax |  |

| 6 febbraio 2014, ore 20:45 22ª giornata | Ajax | 2 – 1 | Groningen |  |

| 9 febbraio 2014, ore 14:30 23ª giornata | PEC Zwolle | 1 – 1 | Ajax |  |

| 16 febbraio 2014, ore 16:30 24ª giornata | Ajax | 3 – 0 | Heerenveen |  |

| 23 febbraio 2014, ore 14:30 25ª giornata | Ajax | 4 – 0 | AZ Alkmaar |  |

| 2 marzo 2014, ore 14:30 26ª giornata | Feyenoord | 1 – 2 | Ajax |  |

| 9 marzo 2014, ore 16:30 27ª giornata | Ajax | 1 – 1 | Cambuur |  |

| 16 marzo 2014, ore 16:30 28ª giornata | NAC Breda | 0 – 0 | Ajax |  |

| 2 aprile 2014, ore 18:45 29ª giornata | RKC Waalwijk | 0 – 2 | Ajax |  |

| 30 marzo 2014, ore 14:30 30ª giornata | Ajax | 3 – 0 | Twente |  |

| 6 aprile 2014, ore 14:30 31ª giornata | Vitesse | 1 – 1 | Ajax |  |

| 13 aprile 2014, ore 16:30 32ª giornata | Ajax | 3 – 2 | ADO Den Haag |  |

| 27 aprile 2014, ore 14:30 33ª giornata | Heracles Almelo | 1 – 1 | Ajax |  |

| 3 maggio 2014, ore 18:45 34ª giornata | Ajax | 2 – 2 | N.E.C. |  |

### KNVB Beker
| Arbitro: | Ed Janssen |

|                                           |           |                 |
| Andersen 27’ Schöne 97’, 115’ Hoesen 112’ | Marcatori | 67’, 94’ Mühren |

| Amsterdam 29 ottobre 2013, ore 19:45 CEST 3º Turno                                                   | Ajax      | 4 – 1 referto    | ASWH | Amsterdam ArenA (17 861 spett.) |
| \| \| \| \| \| Fischer 20’ Hoesen 42’ De Jong 45’ Sigþórsson 72’ \| Marcatori \| 28’ Van Dommelen \| |           |                  |      |                                 |
| |           |                  |      |                                 |
| Fischer 20’ Hoesen 42’ De Jong 45’ Sigþórsson 72’                                                    | Marcatori | 28’ Van Dommelen |      |                                 |

| Arbitro: | Tom van Sichem |

|  |           |                           |
|  | Marcatori | 4’, 63’ Fischer 9’ Hoesen |

| Arbitro: | Kevin Blom |

|                                    |           |            |
| Fischer 34’ Bojan 68’ Serero 90+2’ | Marcatori | 7’ Boëtius |

| Arbitro: | Pol van Boekel |

|  |           |            |
|  | Marcatori | 48’ Schöne |

| Arbitro: | Bas Nijhuis |

|              |           |                                                 |
| Van Rhijn 3’ | Marcatori | 8’, 12’ Thomas 22’, 34’ Fernandez 50’ Van Polen |

### UEFA Champions League

#### Fase a gironi
| Arbitro: | Svein Oddvar Moen |

|                               |           |  |
| Messi 22’, 55’, 75’ Piqué 69’ | Marcatori |  |

| Arbitro: | Jonas Eriksson |

|             |           |                        |
| Denswil 90’ | Marcatori | 90+4’ (rig.) Balotelli |

| Arbitro: | Ivan Bebek |

|                              |           |              |
| Forrest 44’ (rig.) Kayal 54’ | Marcatori | 90+4’ Schøne |

| Arbitro: | Deniz Aytekin |

|            |           |  |
| Schøne 51’ | Marcatori |  |

| Arbitro: | Pavel Královec |

|                       |           |                 |
| Serero 19’ Hoesen 42’ | Marcatori | 49’ (rig.) Xavi |

| Milano 11 dicembre 2013, ore 20:45 CET 6ª giornata | Milan       | 0 – 0 referto | Ajax | Stadio Giuseppe Meazza\| Arbitro: \| Howard Webb \| |
| Arbitro:                                           | Howard Webb |               |      |                                                     |

### UEFA Europa League

#### Fase a eliminazione diretta
| Arbitro: | Clément Turpin |

|  |           |                                     |
|  | Marcatori | 14’ (rig.), 35’ J. Soriano 21’ Mané |

| Arbitro: | Paolo Tagliavento |

|                                                  |           |              |
| van der Hoorn 56’ (aut.) Mané 66’ J. Soriano 77’ | Marcatori | 82’ Klaassen |

### Johan Cruijff Schaal
| Arbitro: | Richard Liesveld |

|                                |           |                                                   |
| Guðmundsson 51’ Jóhannsson 67’ | Marcatori | 69’ (aut.) Gouweleeuw 75’ Sigþórsson 103’ De Jong |

## Statistiche
| Competizione         | Punti | In casa | In casa | In casa | In casa | In casa | In casa | In trasferta | In trasferta | In trasferta | In trasferta | In trasferta | In trasferta | Totale | Totale | Totale | Totale | Totale | Totale | DR  |
| Competizione         | Punti | G       | V       | N       | P       | Gf      | Gs      | G            | V            | N            | P            | Gf           | Gs           | G      | V      | N      | P      | Gf     | Gs     | DR  |
| -------------------- | ----- | ------- | ------- | ------- | ------- | ------- | ------- | ------------ | ------------ | ------------ | ------------ | ------------ | ------------ | ------ | ------ | ------ | ------ | ------ | ------ | --- |
| Campionato           | 71    | 17      | 13      | 3       | 1       | 42      | 9       | 17           | 7            | 8            | 4            | 27           | 19           | 34     | 20     | 11     | 3      | 69     | 28     | +41 |
| KNVB Beker           | -     | 2       | 2       | 0       | 0       | 7       | 2       | 3            | 2            | 0            | 1            | 5            | 5            | 5      | 4      | 0      | 1      | 12     | 7      | +5  |
| Johan Cruijff Schaal | -     | 0       | 0       | 0       | 0       | 0       | 0       | 1            | 1            | 0            | 0            | 3            | 2            | 1      | 1      | 0      | 0      | 3      | 2      | +1  |
| Champions League     | -     | 3       | 2       | 1       | 0       | 4       | 2       | 3            | 1            | 0            | 2            | 1            | 6            | 6      | 2      | 2      | 2      | 5      | 8      | -3  |
| Europa League        |       | 1       | 0       | 0       | 1       | 0       | 3       | 1            | 0            | 0            | 1            | 1            | 3            | 2      | 0      | 0      | 2      | 1      | 6      | -5  |
| Totale               | -     | 23      | 17      | 4       | 2       | 53      | 16      | 25           | 11           | 8            | 8            | 37           | 35           | 47     | 27     | 13     | 7      | 90     | 51     | +39 |